# Circus Maximus Tour
Il Circus Maximus Tour è il quarto tour musicale del rapper statunitense Travis Scott, a supporto del suo quarto album in studio Utopia (2023).
Il tour è iniziato con una “data zero” il 7 Agosto 2023 al Circo Massimo di Roma ed è partito, negli Stati Uniti d'America l’11 ottobre 2023 allo Spectrum Center di Charlotte, nella Carolina del Nord, e si è concluso il 31 ottobre 2024 all'Eden Park di Auckland, in Nuova Zelanda.